# 奇兵隊
奇兵隊（きへいたい）是江戶時代末期，1863年（文久3年）長州藩高杉晉作在下關戰爭之後創設的混成部隊。長州藩諸隊之一。

## 概要
奇兵隊不拘於身分制度，由武士階級和農民、町人等庶民階級混合構成。由於奇兵隊別樹一格，不受故有的武士規則（法度）所制約，因此當時奇兵隊主張的「來者不拒，去者不追」，成為當時一時傳頌的佳話。
當初是以防備外國艦隊為主要目的，在廻船問屋白石正一郎邸創設，之後將根據地移到赤間神宮。翌年，1864年（元治元年），京都發生禁門之變，最後引發幕府討伐朝敵・長州藩的第一次長州征伐。奇兵隊也參加這場戰爭。
1865年（慶應元年），發生第二次長州征伐（四境戰爭），高杉率領奇兵隊活躍於小倉口之戰，佔領小倉城。
戊辰戰爭之時，奇兵隊成為官軍之一部，和舊幕府軍作戰。此時，也在周防地區創設第二奇兵隊（南奇兵隊）。
明治維新以降，鎮台設立後廢止。奇兵隊等諸隊士反對廢止，引起脫隊騷動，最後被鎮壓。

## 關連項目
- 菅直人內閣 - 菅直人組閣時將內閣命名為「奇兵隊內閣」[1]。

## 資料
- 『奇兵隊結成綱領』
- 『長州奇兵隊名鑑』：名簿
- 『奇兵隊日記』：全4巻。創設至解散之記錄。
  - 奇兵隊日記一覽（京都大學附屬圖書館維新資料画像データベース）

## 脚注
1. ↑  .   [2010年6月12日]. （原始内容存档于2010年6月12日）.